# NGC 1783
NGC 1783 (другое обозначение — ESO 85-SC29) — шаровое звёздное скопление в созвездии Золотой Рыбы, расположенное в Большом Магеллановом Облаке.
Этот объект входит в число перечисленных в оригинальной редакции «Нового общего каталога».
Возраст скопления составляет 1,8 миллиардов лет, и оно является достаточно массивным (1,8 × 105 масс Солнца). Такие массивные скопления обычно включают в себя несколько звёздных популяций, и если масса скопления является важным фактором, свидетельствующим о формировании множественности популяций в нём, то NGC 1783 должно иметь вариации химического состава, но они не были обнаружены.